# Jatropha riojae
Jatropha riojae är en törelväxtart som beskrevs av Faustino Miranda. Jatropha riojae ingår i släktet Jatropha och familjen törelväxter. Inga underarter finns listade i Catalogue of Life.